# 谢桥镇
谢桥镇，是中华人民共和国安徽省阜阳市颍上县下辖的一个乡镇级行政单位。

## 行政区划
谢桥镇下辖以下地区：
龚集社区、谢桥社区、刘桥社区、化中社区、兰庙社区、小张庄村、姜庄村、新桥村、郑庄村、吴海村、路庄村、土楼村、团结村、李庄村和谢桥煤矿社区。